# The Masked Singer Switzerland
The Masked Singer Switzerland  war die Schweizer Adaption einer Musikshow, in der Prominente maskiert in Ganzkörperkostümen singen. Das Originalformat war 2015 King of Mask Singer in Südkorea. Nach weiteren Ablegern in Asien und in den Vereinigten Staaten im Januar 2019 und in Deutschland im Juni 2019 hatte die Show im November 2020 ihr Debüt in der Schweiz.
Die erste Staffel begann am 13. November 2020, die Moderation übernahm Alexandra Maurer. Die zweite Staffel begann 10. November 2021 und wurde von Anna Maier moderiert. Der Start der dritten Staffel erfolgte am 12. Oktober 2022. In der zweiten und dritten Folge der dritten Staffel ersetzte Claudio Zuccolini Moderatorin Anna Maier, welche krankheitsbedingt ausfallen musste.

## Konzept
In jeder Show tragen Prominente in aufwendig gestalteten Ganzkörperkostümen nacheinander Songs vor. Hinweise zu ihrer Identität sind Indizienfilme und ihre Stimme, die nur während der Gesangs unverfremdet zu hören ist. Angetreten wird entweder in Duellen oder in Dreikämpfen. Aus den Duellen wird ein Gewinner, aus den Dreikämpfen werden ein oder zwei Gewinner gewählt, die in der nächsten Sendung dabei sind. Die anderen Personen müssen sich einer weiteren Abstimmung stellen; ab der vierten Folge müssen sie vor dieser einen zweiten Song präsentieren. Die Person, die dann am wenigsten Stimmen erhält, muss sich enttarnen und damit die Show verlassen.
Das Rateteam besteht aus zwei ständigen Mitgliedern und einem wöchentlich wechselnden Gast. Nach jedem Auftritt diskutieren die Mitglieder des Rateteams, wen sie anhand der Indizien und der Stimme unter den Masken vermuten. Zudem kann das Rateteam der maskierten Person eine Frage stellen, die aber mit elektronisch verfremdeter Stimme meist nur vage und oft im Bezug zur verkörperten Rolle beantwortet wird. Am Schluss werden die Ratevorschläge von der Moderatorin nochmals aufgezählt.

## Staffel 1 (2020)
Die erste Staffel wurde vom 13. November bis zum 18. Dezember 2020 auf ProSieben Schweiz ausgestrahlt. Ständige Rateteammitglieder waren die Sportmoderatorin Steffi Buchli und der Sänger Luca Hänni. Als maskierte Personen nahmen acht Schweizer Prominente teil. Aufgrund der Coronavirus-Pandemie wurde die komplette Show ohne Studiopublikum produziert.

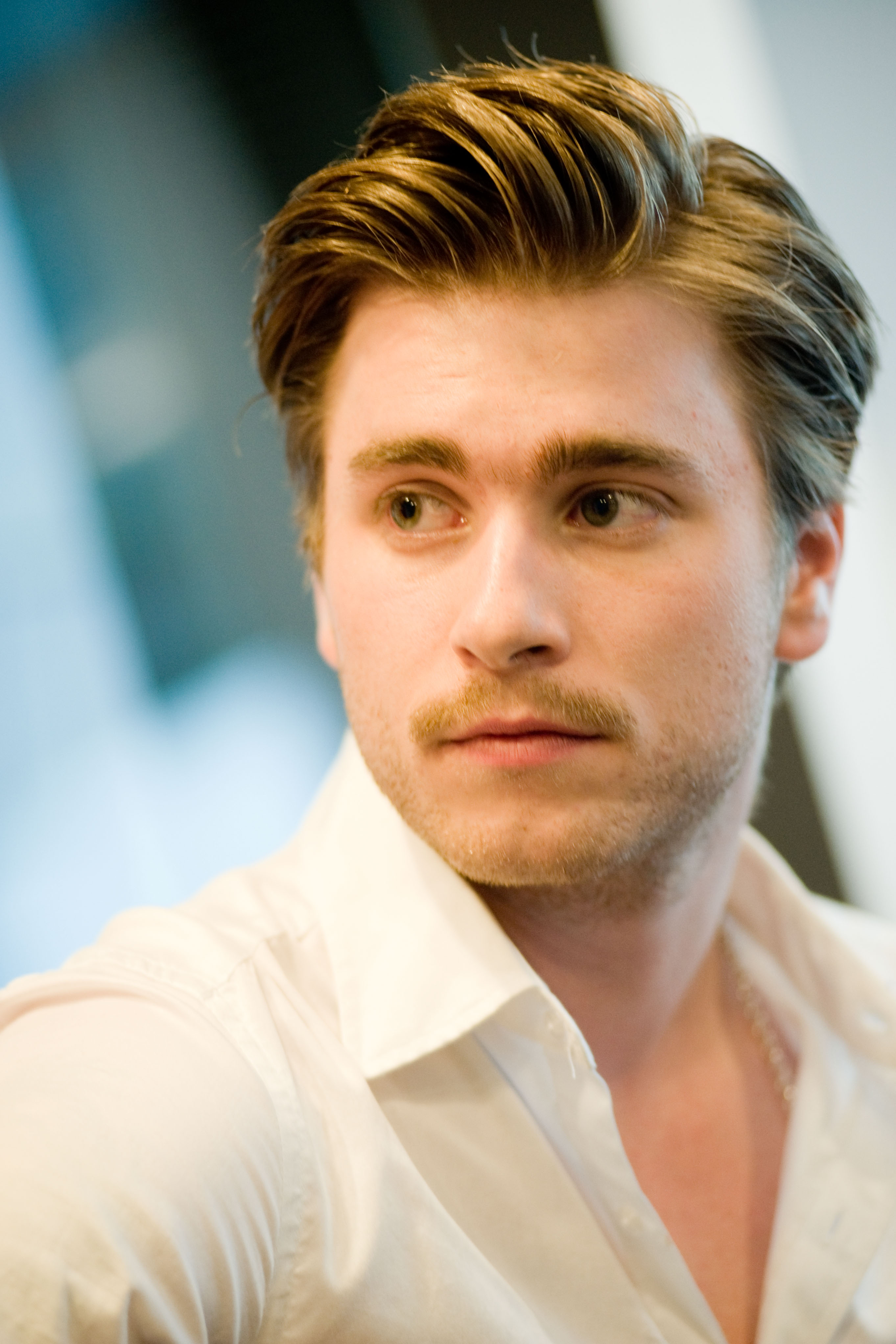
Baschi (Foto von Juni 2009), der Sieger der ersten Staffel

### Rateteam
| Folge | Ständige Mitglieder | Ständige Mitglieder | Gastmitglied       |
| ----- | ------------------- | ------------------- | ------------------ |
| 1     | Luca Hänni          | Steffi Buchli       | Marc Sway          |
| 2     | Luca Hänni          | Steffi Buchli       | Stéphanie Berger   |
| 3     | Luca Hänni          | Steffi Buchli       | Bligg              |
| 4     | Luca Hänni          | Steffi Buchli       | Christa Rigozzi    |
| 5     | Luca Hänni          | Steffi Buchli       | Loco Escrito       |
| 6     | Luca Hänni          | Steffi Buchli       | Stefanie Heinzmann |

### Teilnehmer
| Platz | Kostüm       | Person                 | Bekannt als             | Aus in Folge | Quelle |
| ----- | ------------ | ---------------------- | ----------------------- | ------------ | ------ |
| 1     | Murmeltier   | Baschi                 | Sänger                  | 6            | [ 5 ]  |
| 2     | Seegott      | Arnold Forrer          | Schwinger               | 6            | [ 6 ]  |
| 3     | Fuchs        | Eliane Müller          | Musikerin               | 6            | [ 7 ]  |
| 4     | Bernhardiner | Claudio Zuccolini      | Moderator, Komiker      | 5            | [ 8 ]  |
| 5     | Igel         | Florian Ast            | Musiker                 | 4            | [ 9 ]  |
| 6     | Eule         | Dominique Rinderknecht | Model                   | 3            | [ 10 ] |
| 7     | Kuh          | Janosch Nietlispach    | Bodybuilder, Influencer | 2            | [ 11 ] |
| 8     | Gams         | Denise Biellmann       | Eiskunstläuferin        | 1            | [ 12 ] |

### Folgen
|   | Kostüm       | Lied, Originalinterpret                                                         | Ergebnis      |
| - | ------------ | ------------------------------------------------------------------------------- | ------------- |
| 1 | Eule         | Get the Party Started – Pink                                                    | Vielleicht    |
| 2 | Murmeltier   | Swiss Lady – Pepe Lienhard                                                      | Gewonnen      |
|   |              |                                                                                 |               |
| 3 | Bernhardiner | You’ve Got a Friend in Me – Randy Newman                                        | Gewonnen      |
| 4 | Gams         | Head Shoulders Knees & Toes – Ofenbach und Quarterhead feat. Norma Jean Martine | Ausgeschieden |
|   |              |                                                                                 |               |
| 5 | Seegott      | The Sound of Silence – Simon & Garfunkel                                        | Gewonnen      |
| 6 | Fuchs        | Bad Romance – Lady Gaga                                                         | Vielleicht    |
|   |              |                                                                                 |               |
| 7 | Kuh          | I Know You Want Me (Calle Ocho) – Pitbull Somebody Dance with Me – DJ BoBo      | Vielleicht    |
| 8 | Igel         | That’s Amore – Dean Martin                                                      | Gewonnen      |

|   | Kostüm       | Lied, Originalinterpret                                            | Ergebnis      |
| - | ------------ | ------------------------------------------------------------------ | ------------- |
| 1 | Igel         | The Heavy Entertainment Show – Robbie Williams                     | Vielleicht    |
| 2 | Fuchs        | Oops!… I Did It Again – Britney Spears                             | Gewonnen      |
|   |              |                                                                    |               |
| 3 | Bernhardiner | A Million Dreams – Ziv Zaifman, Hugh Jackman und Michelle Williams | Vielleicht    |
| 4 | Murmeltier   | Let’s Get Loud – Jennifer Lopez                                    | Gewonnen      |
| 5 | Eule         | California Dreamin’ – The Mamas and the Papas                      | Gewonnen      |
|   |              |                                                                    |               |
| 6 | Kuh          | Everybody (Backstreet’s Back) – Backstreet Boys                    | Ausgeschieden |
| 7 | Seegott      | Nothing Else Matters – Metallica                                   | Gewonnen      |

|   | Kostüm       | Lied, Originalinterpret           | Ergebnis      |
| - | ------------ | --------------------------------- | ------------- |
| 1 | Murmeltier   | Greased Lightnin’ – John Travolta | Gewonnen      |
| 2 | Eule         | You Don’t Own Me – Lesley Gore    | Ausgeschieden |
|   |              |                                   |               |
| 3 | Bernhardiner | Up in the Sky – 77 Bombay Street  | Gewonnen      |
| 4 | Igel         | Heaven – Gotthard                 | Vielleicht    |
|   |              |                                   |               |
| 5 | Seegott      | Thunderstruck – AC/DC             | Vielleicht    |
| 6 | Fuchs        | Control – Zoe Wees                | Gewonnen      |

|          | Kostüm       | Lied, Originalinterpret                                                       | Ergebnis      |                     |
| -------- | ------------ | ----------------------------------------------------------------------------- | ------------- | ------------------- |
| 1        | Bernhardiner | Jingle Bell Rock – Bobby Helms Rockin' Around the Christmas Tree – Brenda Lee | Gewonnen      |                     |
| 2        | Seegott      | You Raise Me Up – Secret Garden                                               | Vielleicht    |                     |
|          |              |                                                                               |               |                     |
| 3        | Fuchs        | Just Like a Pill – Pink                                                       | Gewonnen      |                     |
| 4        | Igel         | Shut Up + Dance – Walk the Moon                                               | Vielleicht    |                     |
| 5        | Murmeltier   | The Climb – Miley Cyrus                                                       | Vielleicht    |                     |
| Sing-Off | Sing-Off     | Sing-Off                                                                      | Sing-Off      | Indizien-Gegenstand |
| 6        | Seegott      | I Don’t Want to Miss a Thing – Aerosmith                                      | Gewonnen      | Adventskranz        |
| 7        | Igel         | She Got Me – Luca Hänni                                                       | Ausgeschieden | Bild mit Berg       |
| 8        | Murmeltier   | Down on the Corner – Creedence Clearwater Revival                             | Gewonnen      | Netz                |

|          | Kostüm       | Lied, Originalinterpret            | Ergebnis      |                                   |
| -------- | ------------ | ---------------------------------- | ------------- | --------------------------------- |
| 1        | Fuchs        | Lady Marmalade – Labelle           | Gewonnen      |                                   |
| 2        | Bernhardiner | Hold my Girl – George Ezra         | Vielleicht    |                                   |
|          |              |                                    |               |                                   |
| 3        | Murmeltier   | Baila Morena – Zucchero feat. Maná | Gewonnen      |                                   |
| 4        | Seegott      | Tage wie diese – Die Toten Hosen   | Vielleicht    |                                   |
| Sing-Off | Sing-Off     | Sing-Off                           | Sing-Off      | Indizien-Gegenstand               |
| 5        | Bernhardiner | Don’t Stop the Music – Rihanna     | Ausgeschieden | Steinklotz mit Hammer und Meissel |
| 6        | Seegott      | Here Without You – 3 Doors Down    | Gewonnen      | Glückskekse                       |

| 1       | Murmeltier | You Can Leave Your Hat On – Randy Newman | Vielleicht |                 |                                       |
| 2       | Fuchs      | Style – Taylor Swift                     | Vielleicht |                 |                                       |
| 3       | Seegott    | Use Somebody – Kings of Leon             | Gewonnen   |                 |                                       |
| Runde 2 | Runde 2    | Runde 2                                  | Runde 2    | Live-Indiz      | Indizien-Gegenstand                   |
| 4       | Murmeltier | Angels – Robbie Williams                 | Gewonnen   | Stern           | Radio mit Bälpmoos von Patent Ochsner |
| 5       | Fuchs      | Love Me like You Do – Ellie Goulding     | 3. Platz   | Herz aus Blumen | Teig und Mehl                         |
| Runde 3 |            |                                          |            |                 |                                       |
| 6       | Murmeltier | Greased Lightnin’ – John Travolta        | 1. Platz   |                 |                                       |
| 7       | Seegott    | The Sound of Silence – Simon & Garfunkel | 2. Platz   |                 |                                       |

## Staffel 2 (2021)
In der Finalsendung der ersten Staffel am 18. Dezember 2020 kündigte Moderatorin Alexandra Maurer eine zweite Staffel an. Am 29. März 2021 bestätigte der Sender, dass diese im Herbst 2021 beginnen soll. Im September 2021 gab der Sender den 10. November 2021 als Starttermin bekannt. Zeitgleich bestätigte er, dass die Moderation von Anna Maier übernommen werden soll und dass Luca Hänni wiederum einen Platz im ständigen Rateteam einnehmen wird. Am 2. November 2021 wurde Christa Rigozzi als zweites ständiges Rateteammitglied bekanntgegeben. Es traten wiederum acht Prominente in sechs Shows auf.

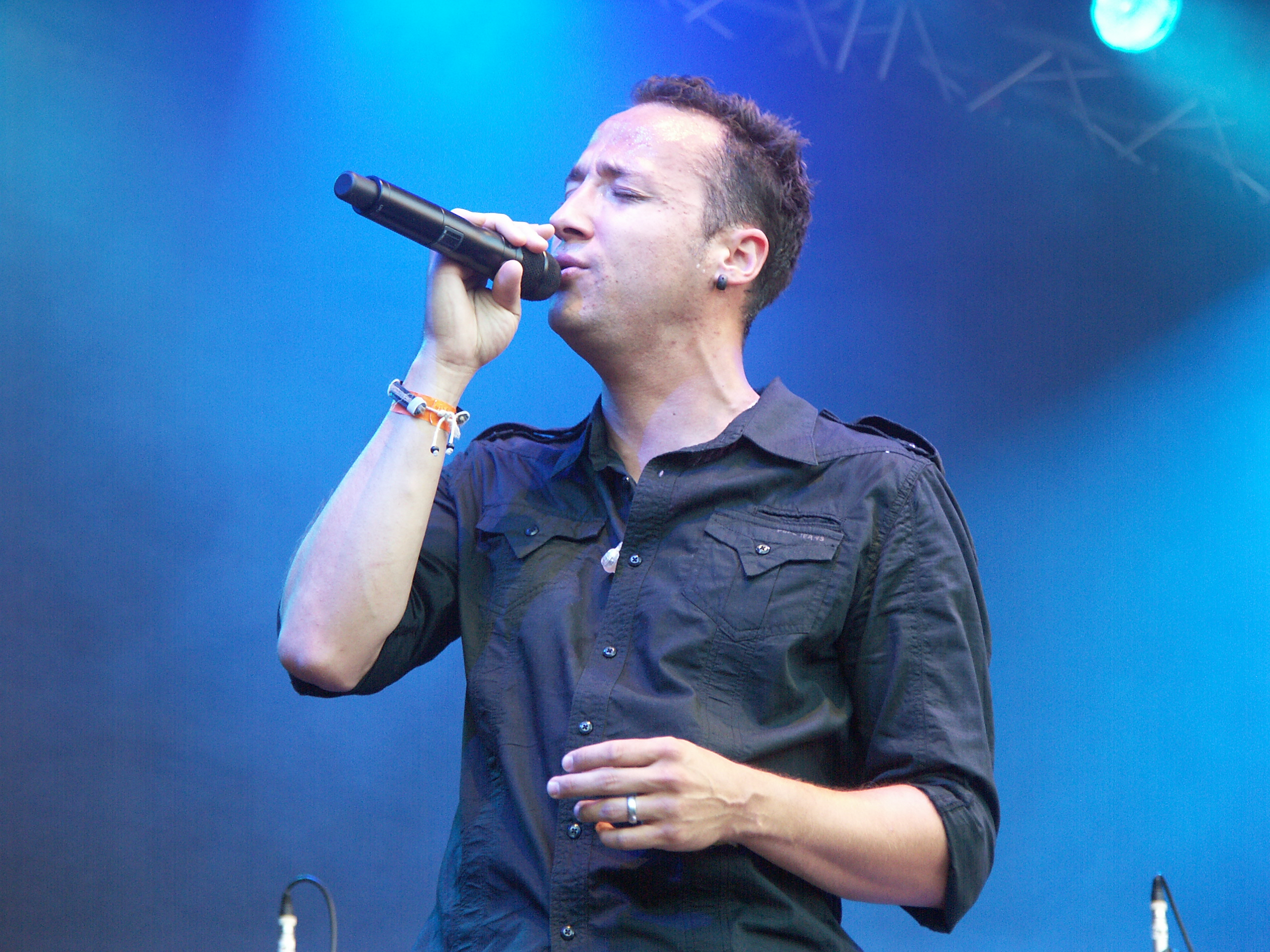
Ritschi (Foto von 2009), der Sieger der zweiten Staffel

### Rateteam
| Folge | Ständige Mitglieder | Ständige Mitglieder | Gastmitglied           |
| ----- | ------------------- | ------------------- | ---------------------- |
| 1     | Luca Hänni          | Christa Rigozzi     | Dominique Rinderknecht |
| 2     | Luca Hänni          | Christa Rigozzi     | Claudio Zuccolini      |
| 3     | Luca Hänni          | Christa Rigozzi     | Marc Sway              |
| 4     | Luca Hänni          | Christa Rigozzi     | Stefan Büsser          |
| 5     | Luca Hänni          | Christa Rigozzi     | Francine Jordi         |
| 6     | Luca Hänni          | Christa Rigozzi     | Baschi                 |

### Teilnehmer
| Platz | Kostüm   | Person                | Bekannt als             | Aus in Folge | Quelle |
| ----- | -------- | --------------------- | ----------------------- | ------------ | ------ |
| 1     | Mammut   | Ritschi               | Sänger                  | 6            |        |
| 2     | Pfau     | Sandra Studer         | Sängerin, Moderatorin   | 6            |        |
| 3     | Pinguin  | Walter Andreas Müller | Schauspieler, Moderator | 6            |        |
| 4     | Glacé    | Nicole Bernegger      | Sängerin                | 5            |        |
| 5     | Panda    | Nemo                  | Rapper, Musiker         | 4            |        |
| 6     | Dschinni | Marco Fritsche        | Moderator, Journalist   | 3            |        |
| 7     | Ameise   | Marco Büchel          | Skirennfahrer           | 2            | [ 15 ] |
| 8     | Giraffe  | Tonia Maria Zindel    | Schauspielerin          | 1            | [ 16 ] |

### Folgen
|   | Kostüm   | Lied, Originalinterpret             | Ergebnis      |
| - | -------- | ----------------------------------- | ------------- |
| 1 | Panda    | Wake Me Up Before You Go-Go – Wham! | Vielleicht    |
| 2 | Mammut   | Numb – Linkin Park                  | Gewonnen      |
| 3 | Giraffe  | Crazy in Love – Beyoncé             | Ausgeschieden |
| 4 | Pinguin  | Wellerman – Nathan Evans            | Gewonnen      |
|   |          |                                     |               |
| 5 | Glacé    | Ex's & Oh's – Elle King             | Gewonnen      |
| 6 | Ameise   | Thunderball – Tom Jones             | Vielleicht    |
| 7 | Dschinni | A Friend Like Me – Will Smith       | Vielleicht    |
| 8 | Pfau     | Run – Leona Lewis                   | Gewonnen      |

|   | Kostüm   | Lied, Originalinterpret                         | Ergebnis      |
| - | -------- | ----------------------------------------------- | ------------- |
| 1 | Glacé    | 9 to 5 – Dolly Parton                           | Gewonnen      |
| 2 | Dschinni | More Than Words – Extreme                       | Vielleicht    |
|   |          |                                                 |               |
| 3 | Mammut   | Love Runs Out – OneRepublic                     | Gewonnen      |
| 4 | Pinguin  | You Can Get It If You Really Want – Jimmy Cliff | Gewonnen      |
| 5 | Ameise   | Superheroes – The Script                        | Ausgeschieden |
|   |          |                                                 |               |
| 6 | Panda    | I’m So Excited – The Pointer Sisters            | Vielleicht    |
| 7 | Pfau     | All I Know So Far – Pink                        | Gewonnen      |

|   | Kostüm   | Lied, Originalinterpret            | Ergebnis      |
| - | -------- | ---------------------------------- | ------------- |
| 1 | Pfau     | Don’t Start Now – Dua Lipa         | Vielleicht    |
| 2 | Mammut   | Fallin’ – Alicia Keys              | Gewonnen      |
| 3 | Pinguin  | Congratulations – Cliff Richard    | Gewonnen      |
|   |          |                                    |               |
| 4 | Glacé    | Girls Like Us – Zoe Wees           | Gewonnen      |
| 5 | Dschinni | Fly Me to the Moon – Frank Sinatra | Ausgeschieden |
| 6 | Panda    | Paparazzi – Lady Gaga              | Gewonnen      |

|          | Kostüm   | Lied, Originalinterpret                            | Ergebnis      |                                |
| -------- | -------- | -------------------------------------------------- | ------------- | ------------------------------ |
| 1        | Mammut   | All the Small Things – Blink-182                   | Gewonnen      |                                |
| 2        | Pinguin  | Is This the Way to Amarillo? – Tony Christie       | Vielleicht    |                                |
|          |          |                                                    |               |                                |
| 3        | Glacé    | Tainted Love – Soft Cell                           | Vielleicht    |                                |
| 4        | Panda    | Sorry – Justin Bieber                              | Vielleicht    |                                |
| 5        | Pfau     | Easy on Me – Adele                                 | Gewonnen      |                                |
| Sing-Off | Sing-Off | Sing-Off                                           | Sing-Off      | Indizien-Gegenstand            |
| 6        | Pinguin  | (I Can’t Get No) Satisfaction – The Rolling Stones | Gewonnen      | Buch «Roadt(r)ips»             |
| 7        | Glacé    | Always Remember Us This Way – Lady Gaga            | Gewonnen      | Roter Stein                    |
| 8        | Panda    | Kiwi – Harry Styles                                | Ausgeschieden | Bild mit Schriftzug «4 Blocks» |

|          | Kostüm   | Lied, Originalinterpret                                | Ergebnis      |                        |
| -------- | -------- | ------------------------------------------------------ | ------------- | ---------------------- |
| 1        | Pinguin  | Always Look on the Bright Side of Life – Monty Python  | Vielleicht    |                        |
| 2        | Pfau     | Colors of the Wind – Judy Kuhn                         | Gewonnen      |                        |
|          |          |                                                        |               |                        |
| 3        | Glacé    | Stronger (What Doesn’t Kill You) – Kelly Clarkson      | Vielleicht    |                        |
| 4        | Mammut   | Skin – Rag ’n’ Bone Man                                | Gewonnen      |                        |
| Sing-Off | Sing-Off | Sing-Off                                               | Sing-Off      | Indizien-Gegenstand    |
| 5        | Pinguin  | Nothing’s Gonna Change My Love for You – George Benson | Gewonnen      | Alte Bibel             |
| 6        | Glacé    | No Time to Die – Billie Eilish                         | Ausgeschieden | Bild mit Peace-Zeichen |

| 1       | Mammut  | Your Song – Elton John                                  | Gewonnen   |            |                        |
| 2       | Pfau    | Strong Enough – Cher                                    | Vielleicht |            |                        |
| 3       | Pinguin | Fifties-Hits, u. a. La Bamba, Lollipop und Tutti Frutti | Vielleicht |            |                        |
| Runde 2 | Runde 2 | Runde 2                                                 | Runde 2    | Live-Indiz | Indizien-Gegenstand    |
| 4       | Pfau    | There You’ll Be – Faith Hill                            | Gewonnen   |            | Rechentafel            |
| 5       | Pinguin | Last Christmas – Wham!                                  | 3. Platz   |            | Modell eines Oldtimers |
| Runde 3 |         |                                                         |            |            |                        |
| 6       | Mammut  | Numb – Linkin Park                                      | 1. Platz   |            |                        |
| 7       | Pfau    | Easy on Me – Adele                                      | 2. Platz   |            |                        |

## Staffel 3 (2022)
Anfang Dezember 2021 kündigte der Sender an, dass es eine dritte Staffel geben wird. Kinder bis 15 Jahre konnten dafür eine Maske designen. Diese war seit 12. Oktober 2022 auf Sendung und wurde erneut von Anna Maier moderiert. Die ständigen Mitglieder im Rateteam waren erneut Luca Hänni und Christa Rigozzi. Aufgrund einer Corona-Erkrankung von Anna Maier wurde die zweite und dritte Sendung von Claudio Zuccolini moderiert.

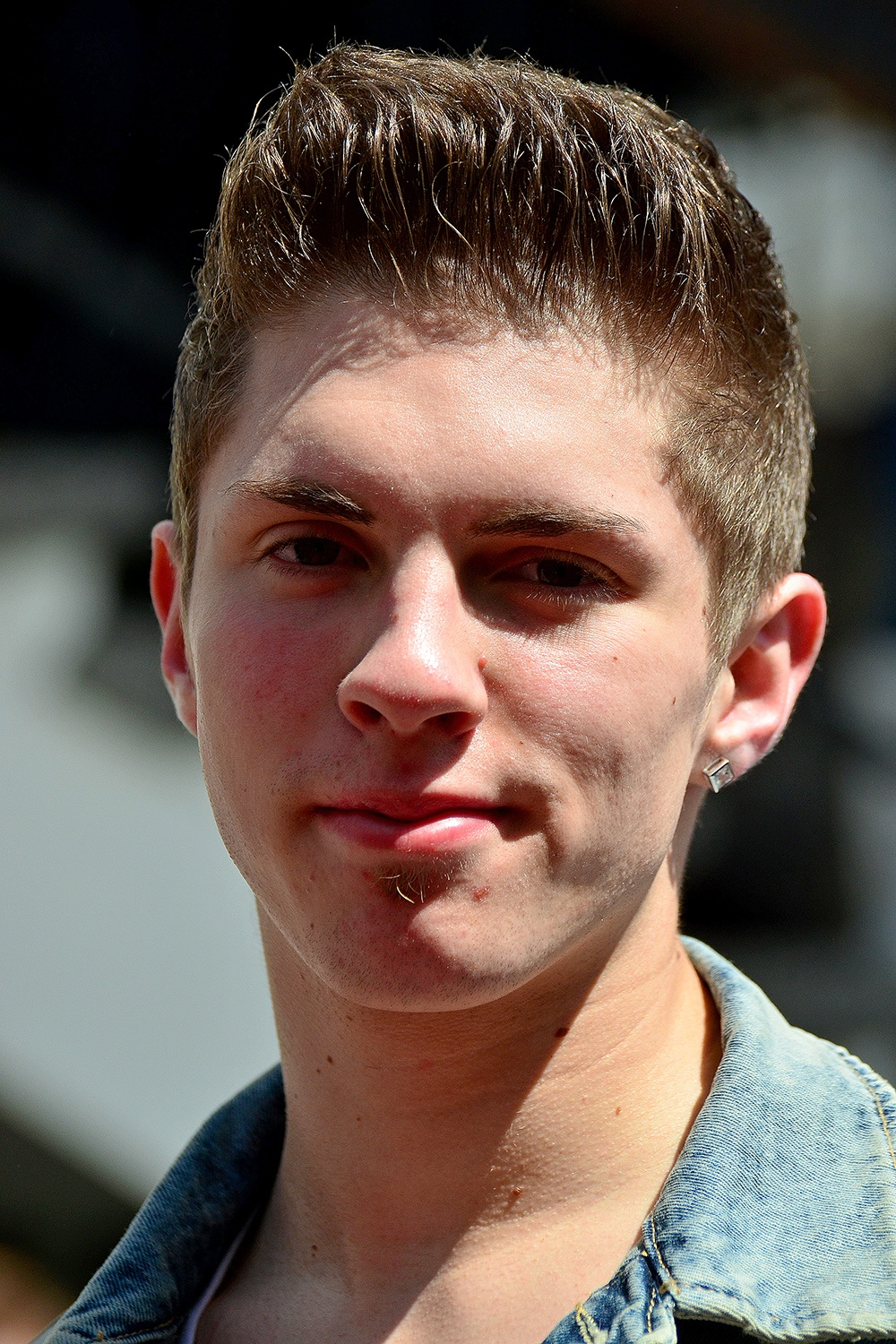
Joey Heindle (Foto von 2013), der Sieger der dritten Staffel

### Rateteam
| Folge | Ständige Mitglieder | Ständige Mitglieder | Gastmitglied      |
| ----- | ------------------- | ------------------- | ----------------- |
| 1     | Luca Hänni          | Christa Rigozzi     | Sven Epiney       |
| 2     | Francine Jordi1     | Christa Rigozzi     | Marc Sway         |
| 3     | Luca Hänni          | Christa Rigozzi     | Fabian Unteregger |
| 4     | Luca Hänni          | Christa Rigozzi     | Marc Trauffer     |
| 5     | Luca Hänni          | Christa Rigozzi     | Sandra Studer     |
| 6     | Luca Hänni          | Christa Rigozzi     | Ritschi           |

1 In der zweiten Folge wurde Luca Hänni von Sängerin Francine Jordi vertreten.

### Teilnehmer
| Platz | Kostüm         | Person                | Bekannt als                             | Aus in Folge | Quelle |
| ----- | -------------- | --------------------- | --------------------------------------- | ------------ | ------ |
| 1     | Tukan          | Joey Heindle          | Sänger, Schauspieler, TV-Persönlichkeit | 6            |        |
| 2     | Siebenschläfer | Maja Brunner          | Sängerin                                | 6            |        |
| 3     | Robi1          | Michael von der Heide | Sänger                                  | 6            |        |
| 4     | Koi-Elfe       | Steff La Cheffe       | Rapperin, Beatboxerin                   | 5            |        |
| 5     | Löwe           | Franco Marvulli       | Radsportler, Moderator                  | 4            |        |
| 6     | Eisbär         | René Rindlisbacher    | Komiker, Moderator                      | 3            |        |
| 7     | Skarabäus      | Manuela Frey          | Model, Moderatorin                      | 2            |        |
| 8     | Tannenzapfen   | Sandra Boner          | Moderatorin                             | 1            |        |

1 Diese Maske wurde von einem Kind entworfen

### Folgen
|   | Kostüm         | Lied, Originalinterpret                         | Ergebnis      |
| - | -------------- | ----------------------------------------------- | ------------- |
| 1 | Tukan          | I Still Haven’t Found What I’m Looking For – U2 | Gewonnen      |
| 2 | Robi           | Sunroof – Nicky Youre                           | Gewonnen      |
| 3 | Tannenzapfen   | I Follow Rivers – Lykke Li                      | Ausgeschieden |
| 4 | Eisbär         | Double Trouble – Elvis Presley                  | Vielleicht    |
|   |                |                                                 |               |
| 5 | Skarabäus      | Hypnotized – Purple Disco Machine               | Vielleicht    |
| 6 | Siebenschläfer | Dreamer – Ozzy Osbourne                         | Gewonnen      |
| 7 | Löwe           | Wonderwall – Oasis                              | Vielleicht    |
| 8 | Koi-Elfe       | Kiss from a Rose – Seal                         | Gewonnen      |

|   | Kostüm         | Lied, Originalinterpret                            | Ergebnis      |
| - | -------------- | -------------------------------------------------- | ------------- |
| 1 | Koi-Elfe       | Don’t Speak – No Doubt                             | Vielleicht    |
| 2 | Robi           | I Was Made for Lovin’ You – Kiss                   | Gewonnen      |
|   |                |                                                    |               |
| 3 | Skarabäus      | Unfaithful – Rihanna                               | Ausgeschieden |
| 4 | Eisbär         | I’m Gonna Be (500 Miles) – The Proclaimers         | Gewonnen      |
| 5 | Siebenschläfer | You Know I’m No Good – Amy Winehouse               | Gewonnen      |
|   |                |                                                    |               |
| 6 | Löwe           | Under Control – Alesso & Calvin Harris feat. Hurts | Vielleicht    |
| 7 | Tukan          | Bad Liar – Imagine Dragons                         | Gewonnen      |

|   | Kostüm         | Lied, Originalinterpret                     | Ergebnis      |
| - | -------------- | ------------------------------------------- | ------------- |
| 1 | Robi           | Blinding Lights – The Weeknd                | Gewonnen      |
| 2 | Siebenschläfer | Sk8er Boi – Avril Lavigne                   | Gewonnen      |
| 3 | Löwe           | Don’t You Know – Kungs                      | Vielleicht    |
|   |                |                                             |               |
| 4 | Koi-Elfe       | Happier Than Ever – Billie Eilish           | Gewonnen      |
| 5 | Eisbär         | A Little Party Never Killed Nobody – Fergie | Ausgeschieden |
| 6 | Tukan          | Picture of You – Boyzone                    | Gewonnen      |

|          | Kostüm         | Lied, Originalinterpret                 | Ergebnis      |                                                                                |
| -------- | -------------- | --------------------------------------- | ------------- | ------------------------------------------------------------------------------ |
| 1        | Siebenschläfer | Heart of Glass – Miley Cyrus            | Vielleicht    |                                                                                |
| 2        | Koi-Elfe       | Part of Your World – Jodi Benson        | Gewonnen      |                                                                                |
|          |                |                                         |               |                                                                                |
| 3        | Robi           | Love My Life – Robbie Williams          | Vielleicht    |                                                                                |
| 4        | Löwe           | Smells Like Teen Spirit – Nirvana       | Vielleicht    |                                                                                |
| 5        | Tukan          | I Don’t Wanna Know – Mario Winans       | Gewonnen      |                                                                                |
| Sing-Off | Sing-Off       | Sing-Off                                | Sing-Off      | Indizien-Gegenstand                                                            |
| 6        | Robi           | Hung Up – Madonna                       | Gewonnen      | Parkscheibe, Champagnerflasche & Schraubenschlüssel (Alles mit Aufschrift «P») |
| 7        | Löwe           | Sex Bomb – Tom Jones & Mousse T.        | Ausgeschieden | Schild mit Aufschrift «! WARTUNG NR. 33 K. LEU»                                |
| 8        | Siebenschläfer | Dancing in the Dark – Bruce Springsteen | Gewonnen      | Gong mit Stern in Dreieck                                                      |

## Staffel 4 (2023)
Anfang Juni 2023 kündigte der Sender an, dass es eine vierte Staffel geben wird. Kinder bis 16 Jahre konnten dafür erneut eine Maske designen. Die vierte Staffel startete am 15. November 2023 und endete am 20. Dezember 2023.

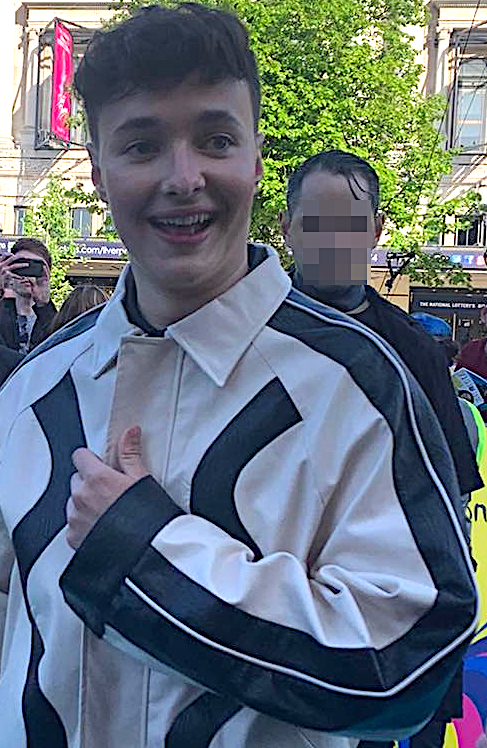
Remo Forrer, der Sieger der vierten Staffel

### Rateteam
| Folge | Ständige Mitglieder | Ständige Mitglieder | Gastmitglied    |
| ----- | ------------------- | ------------------- | --------------- |
| 1     | Luca Hänni          | Christa Rigozzi     | DJ Antoine      |
| 2     | Luca Hänni          | Christa Rigozzi     | Bligg           |
| 3     | Luca Hänni          | Christa Rigozzi     | Melanie Oesch   |
| 4     | Luca Hänni          | Christa Rigozzi     | Michel Birri    |
| 5     | Luca Hänni          | Christa Rigozzi     | Dominic Deville |
| 6     | Luca Hänni          | Christa Rigozzi     | Sven Epiney     |

### Teilnehmer
| Platz | Kostüm   | Person             | Bekannt als                  | Aus in Folge | Quelle |
| ----- | -------- | ------------------ | ---------------------------- | ------------ | ------ |
| 1     | Orca     | Remo Forrer        | Sänger                       | 6            | [ 21 ] |
| 2     | Nessi    | Jonathan Schächter | Moderator                    | 6            | [ 22 ] |
| 3     | Rüebli   | Patric Scott       | Sänger, Musicaldarsteller    | 6            | [ 23 ] |
| 4     | Reh      | Linda Fäh          | Model, Sängerin, Moderatorin | 5            | [ 24 ] |
| 5     | Schwan   | Nubya              | Sängerin                     | 4            |        |
| 6     | Bubbels1 | Alexandra Maurer   | Moderatorin                  | 3            |        |
| 7     | Milch    | Michel Birri       | Moderator                    | 2            | [ 25 ] |
| 8     | Köfferli | Shawne Fielding    | Model, Schauspielerin        | 1            | [ 26 ] |

1 Diese Maske wurde von einem Kind entworfen

### Folgen
|   | Kostüm   | Lied, Originalinterpret                                         | Ergebnis      |
| - | -------- | --------------------------------------------------------------- | ------------- |
| 1 | Schwan   | The Power of Love – Frankie Goes to Hollywood                   | Gewonnen      |
| 2 | Bubbels  | Dance Monkey – Tones and I                                      | Vielleicht    |
| 3 | Orca     | Cosmic Girl – Jamiroquai                                        | Gewonnen      |
| 4 | Köfferli | Time After Time – Cyndi Lauper                                  | Ausgeschieden |
|   |          |                                                                 |               |
| 5 | Rüebli   | Dream On – Aerosmith                                            | Gewonnen      |
| 6 | Reh      | I’m Not a Girl, Not Yet a Woman – Britney Spears                | Gewonnen      |
| 7 | Milch    | We Are Family – Sister Sledge                                   | Vielleicht    |
| 8 | Nessi    | It's a Long Way to the Top (If You Wanna Rock 'n' Roll) – AC/DC | Vielleicht    |

|   | Kostüm  | Lied, Originalinterpret                               | Ergebnis      |
| - | ------- | ----------------------------------------------------- | ------------- |
| 1 | Rüebli  | Bang Bang – Jessie J, Ariana Grande & Nicki Minaj     | Gewonnen      |
| 2 | Bubbels | Everybody – DJ BoBo / I Like to Move It – Reel 2 Real | Vielleicht    |
|   |         |                                                       |               |
| 3 | Nessi   | Stonehenge – Ylvis                                    | Gewonnen      |
| 4 | Milch   | I Gotta Feeling – Black Eyed Peas                     | Ausgeschieden |
| 5 | Reh     | Dance the Night – Dua Lipa                            | Gewonnen      |
|   |         |                                                       |               |
| 6 | Orca    | Bye Bye Bye – *NSYNC                                  | Gewonnen      |
| 7 | Schwan  | I Dreamed a Dream – Susan Boyle                       | Vielleicht    |

|   | Kostüm  | Lied, Originalinterpret                                     | Ergebnis      |
| - | ------- | ----------------------------------------------------------- | ------------- |
| 1 | Schwan  | Bring Me to Life – Evanescence                              | Vielleicht    |
| 2 | Nessi   | Oh, Pretty Woman – Roy Orbison                              | Gewonnen      |
| 3 | Reh     | Once Upon a December – Liz Callaway                         | Gewonnen      |
|   |         |                                                             |               |
| 4 | Bubbels | Dance with Somebody – Mando Diao                            | Ausgeschieden |
| 5 | Orca    | Take On Me – a-ha                                           | Gewonnen      |
| 6 | Rüebli  | Nessun dorma – Arturo Toscanini / Come with Me – Puff Daddy | Gewonnen      |

|          | Kostüm   | Lied, Originalinterpret                                | Ergebnis      |                                                             |
| -------- | -------- | ------------------------------------------------------ | ------------- | ----------------------------------------------------------- |
| 1        | Nessi    | Wake Me Up – Avicii feat. Aloe Blacc                   | Vielleicht    |                                                             |
| 2        | Schwan   | Santa Claus Is Coming to Town – Tom Stacks             | Vielleicht    |                                                             |
| 3        | Orca     | Walk on Water – Thirty Seconds to Mars                 | Gewonnen      |                                                             |
|          |          |                                                        |               |                                                             |
| 4        | Rüebli   | If I Were a Boy – Beyoncé                              | Vielleicht    |                                                             |
| 5        | Reh      | Big Girls Don’t Cry – Fergie                           | Gewonnen      |                                                             |
| Sing-Off | Sing-Off | Sing-Off                                               | Sing-Off      | Indizien-Gegenstand                                         |
| 6        | Nessi    | Don’t Let the Sun Go Down on Me – Elton John           | Gewonnen      | Geschenk in einem Geschenkpapier mit Wolkenmuster           |
| 7        | Schwan   | Say Something – Christina Aguilera & A Great Big World | Ausgeschieden | Karton mit aufgeklebten Notizzetteln, darunter «I love you» |
| 8        | Rüebli   | Earth Song – Michael Jackson                           | Gewonnen      | Plüschtier Mülli Müller                                     |

|          | Kostüm   | Lied, Originalinterpret                        | Ergebnis      |                                         |
| -------- | -------- | ---------------------------------------------- | ------------- | --------------------------------------- |
| 1        | Rüebli   | Purple Rain – Prince                           | Gewonnen      |                                         |
| 2        | Nessi    | All I Want for Christmas Is You – Mariah Carey | Vielleicht    |                                         |
|          |          |                                                |               |                                         |
| 3        | Orca     | My Universe – Coldplay                         | Gewonnen      |                                         |
| 4        | Reh      | How Far I’ll Go – Auliʻi Cravalho              | Vielleicht    |                                         |
| Sing-Off | Sing-Off | Sing-Off                                       | Sing-Off      | Indizien-Gegenstand                     |
| 5        | Nessi    | Laura non c’è – Nek                            | Gewonnen      | Videokamera                             |
| 6        | Reh      | Complicated – Avril Lavigne                    | Ausgeschieden | Damenstiefel mit Schmuck (Schneeflocke) |

| 1       | Orca    | How Deep Is Your Love – Calvin Harris & Disciples                    | Gewonnen   |            |                     |
| 2       | Rüebli  | Run to You – Whitney Houston                                         | Vielleicht |            |                     |
| 3       | Nessi   | The Look – Roxette                                                   | Vielleicht |            |                     |
| Runde 2 | Runde 2 | Runde 2                                                              | Runde 2    | Live-Indiz | Indizien-Gegenstand |
| 4       | Rüebli  | Come Alive – Hugh Jackman, Keala Settle, Zendaya und Daniel Everidge | 3. Platz   |            |                     |
| 5       | Nessi   | Home – Michael Bublé                                                 | Gewonnen   |            |                     |
| Runde 3 |         |                                                                      |            |            |                     |
| 6       | Orca    | Bye Bye Bye – *NSYNC                                                 | 1. Platz   |            |                     |
| 7       | Nessi   | Don’t Let the Sun Go Down on Me – Elton John                         | 2. Platz   |            |                     |

## Diverses
- Die Kostüme wurden vom Kostümbildner Hazy Hartlieb in aufwändiger Handarbeit hergestellt.[27]
- Die Kostüme in Staffel 1 wogen zwischen 5 Kilogramm (Gams) und 10,3 Kilogramm (Seegott).
- Die Sendung wird im selben Studio in Köln produziert wie die deutsche Version The Masked Singer und die österreichische Version The Masked Singer Austria.[28]
- Aufgrund der COVID-19-Pandemie wurde in Staffel 1 auf die Background-Tänzer verzichtet.
- Die Kostüme der Staffel 2 hatten einen Arbeitsaufwand zwischen 120 Stunden (Panda) und 250 Stunden (Ameise).[29]